# Adiantum breviserratum
Adiantum breviserratum là một loài thực vật có mạch trong họ Adiantaceae. Loài này được (Ching) Ching & Y.X. Lin miêu tả khoa học đầu tiên năm 1980.